# Natalie Achonwa
Natalie Achonwa (ur. 22 listopada 1992 w Toronto) – kanadyjska koszykarka, nigeryjskiego pochodzenia, reprezentantka kraju, występująca na pozycjach silnej skrzydłowej lub środkowej, posiadająca także niemieckie obywatelstwo, obecnie zawodniczka Famila Schio, a w okresie letnim Minnesoty Lynx, w WNBA.
29 stycznia 2021 została zawodniczką Minnesoty Lynx.

## Osiągnięcia
Stan na 8 listopada 2020, na podstawie, o ile nie zaznaczono inaczej.

### NCAA
- Wicemistrzyni NCAA (2011, 2012, 2014)
- Uczestnik rozgrywek NCAA Final Four (2011–2014)
- Mistrzyni
  - turnieju konferencji:
    - Big East (2013)
    - Atlantic Coast (ACC – 2014)

  - sezonu regularnego konferencji:
    - Big East (2012, 2013)
    - ACC (2014)
- Zaliczona do:
  - I składu:
    - Big East (2013)
    - turnieju:
      - NCAA Raleigh Regional (2012)
      - NCAA Norfolk Regional (2013)
      - NCAA Notre Dame Regional (2014)
      - World Vision Classic (2013)

    - najlepszych pierwszorocznych zawodniczek Big East (2011)
    - ACC All-Academic (2014)

  - II składu:
    - ACC (2014)
    - turnieju ACC (2014)

  - III składu All-America (2014 przez Associated Press)
  - składu honorable mention All-America (2013 przez WBCA, Associated Press, 2014 przez Full Court Press)

### WNBA
- Wicemistrzyni WNBA (2015)
- Laureatka Dawn Staley Community Leadership Award (2020)[6]
- Zaliczona do I składu debiutantek WNBA (2015)

### Drużynowe
- Mistrzyni Korei Południowej (2018)

### Indywidualne
(* – nagrody przyznane przez portal asia-basket.com)
- Zaliczona do*:
  - I składu najlepszych zagranicznych zawodniczek chińskiej ligi WCBA (2019)[7]
  - II składu ligi chińskiej (2019)[7]
- Uczestniczka meczu gwiazd ligi południowokoreańskiej (2017)

### Reprezentacja
Seniorska
- Mistrzyni:
  - Ameryki (2015)
  - igrzysk panamerykańskich (2015)
- Wicemistrzyni Ameryki (2013)
- Brązowa medalistka mistrzostw Ameryki (2009)

- Uczestniczka:
  - mistrzostw świata (2010 – 12. miejsce, 2018 – 7. miejsce)
  - igrzysk olimpijskich (2012 – 8. miejsce, 2016 – 7. miejsce, 2024 – 11. miejsce[8])
  - kwalifikacji do igrzysk olimpijskich (2012 – 5. miejsce)

Młodzieżowe
- Wicemistrzyni Ameryki U–18 (2008)
- Uczestniczka mistrzostw świata U–19 (2009 – 4. miejsce)